# Bosellia
Bosellia is een geslacht van weekdieren uit de klasse van de Gastropoda (slakken).

## Soorten
- Bosellia cohellia Marcus, 1978
- Bosellia corinneae Ev. Marcus, 1973
- Bosellia curasoae Er. Marcus & Ev. Marcus, 1970
- Bosellia levis Fernandez-Ovies & Ortea, 1986
- Bosellia mimetica Trinchese, 1891